# Takashi Etō
Takashi Etō (衛藤昂?, Etō Takashi; Suzuka, 5 febbraio 1991) è un altista giapponese.

## Palmarès
| Anno | Manifestazione      | Sede           | Evento        | Risultato | Prestazione | Note |
| ---- | ------------------- | -------------- | ------------- | --------- | ----------- | ---- |
| 2010 | Mondiali juniores   | Moncton        | Salto in alto | 27º (q)   | 2,05 m      |      |
| 2011 | Campionati asiatici | Kōbe           | Salto in alto | 4º        | 2,24 m      |      |
| 2013 | Campionati asiatici | Pune           | Salto in alto | 7º        | 2,18 m      |      |
| 2014 | Giochi asiatici     | Incheon        | Salto in alto | 11º       | 2,15 m      |      |
| 2015 | Campionati asiatici | Wuhan          | Salto in alto | Oro       | 2,24 m      |      |
| 2015 | Mondiali            | Pechino        | Salto in alto | 28º (q)   | 2,22 m      |      |
| 2016 | Giochi olimpici     | Rio de Janeiro | Salto in alto | 35º (q)   | 2,17 m      |      |
| 2017 | Mondiali            | Londra         | Salto in alto | 22º (q)   | 2,22 m      |      |
| 2018 | Giochi asiatici     | Giacarta       | Salto in alto | 6º        | 2,24 m      |      |
| 2019 | Campionati asiatici | Doha           | Salto in alto | Argento   | 2,29 m      |      |
| 2019 | Mondiali            | Doha           | Salto in alto | 25º (q)   | 2,17 m      |      |
| 2021 | Giochi olimpici     | Tokyo          | Salto in alto | 17º (q)   | 2,21 m      |      |